# BMW 1 Серії (F52)
BMW 1 серії (F52) — це субкомпактний представницький седан, розроблений і вироблений для китайського ринку, на відміну від інших варіантів 1 Серії, які виготовляються на заводах BMW у Лейпцигу та Регенсбурзі. Цей автомобіль виробляється компанією BMW Brilliance, спільним підприємством BMW і Brilliance Auto.

## Огляд

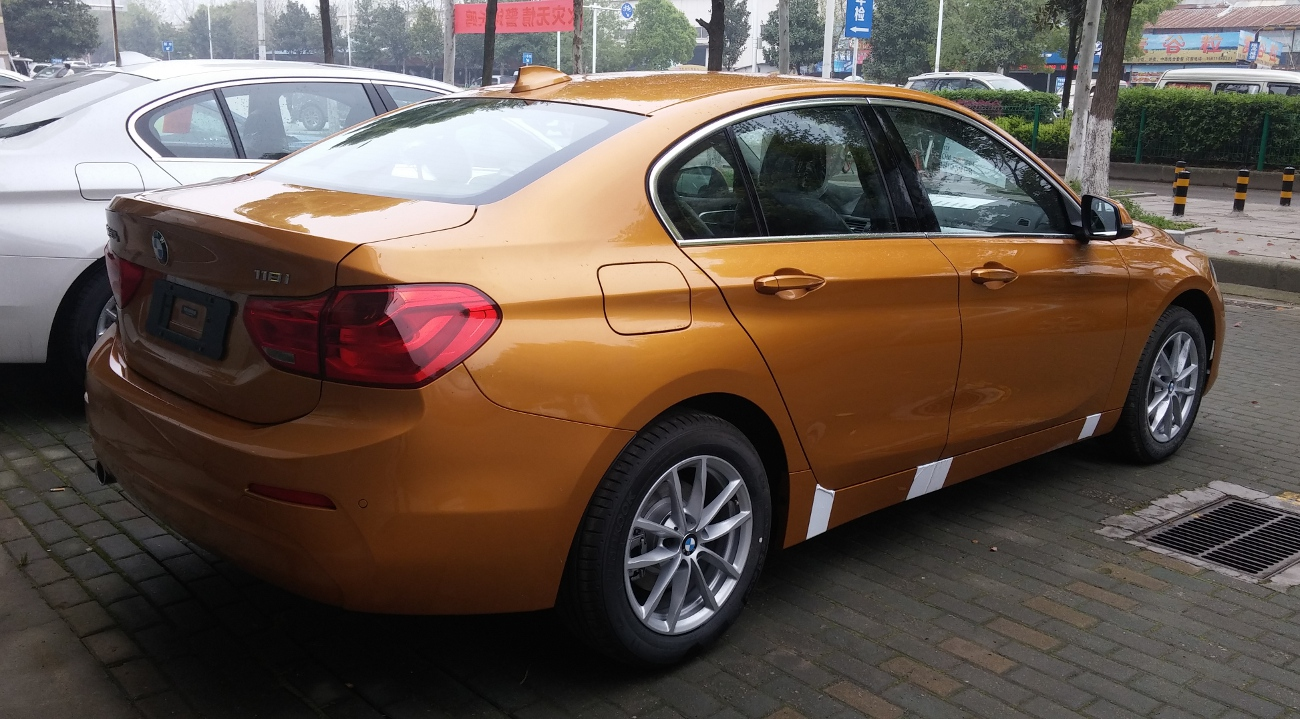
BMW 118i вид ззаду

На відміну від хетчбека BMW 1 Серії того часу, тут використовується передньопривідна платформа UKL. Його вперше показали на виставці Auto Guangzhou у 2016 році, а продажі в Китаї стартували в лютому 2017 року. Завдяки успіху на китайському ринку, BMW F52 пізніше був проданий у Мексиці в 2018 році. Версія M Sport надійшла в продаж у Мексиці 21 жовтня 2019 року. Однак на інших ринках, таких як Європа та Північна Америка, він недоступний. Замість цього, механічно подібна 2 серія Gran Coupe пропонується як седан початкового рівня BMW.

## Дані
| BMW F52                                | 118i                                          | 120i                                                 | 120i                            | 125i                                                 | 125i                                          |
| -------------------------------------- | --------------------------------------------- | ---------------------------------------------------- | ------------------------------- | ---------------------------------------------------- | --------------------------------------------- |
| Роки будівництва                       | 02/2017–10/2019                               | seit 10/2019                                         | 02/2017–10/2019                 | seit 10/2019                                         | 02/2017–10/2019                               |
| Двигун                                 | Двигун Отто                                   | Двигун Отто                                          | Двигун Отто                     | Двигун Отто                                          | Двигун Отто                                   |
| Тип двигуна                            | Трициліндровий рядний двигун                  | Трициліндровий рядний двигун                         | Чотирициліндровий рядний двигун | Чотирициліндровий рядний двигун                      | Чотирициліндровий рядний двигун               |
| Нагнітач                               | Турбокомпресор вихлопних газів                | Турбокомпресор вихлопних газів                       | Турбокомпресор вихлопних газів  | Турбокомпресор вихлопних газів                       | Турбокомпресор вихлопних газів                |
| Приготування суміші                    | Пряме впорскування                            | Пряме впорскування                                   | Пряме впорскування              | Пряме впорскування                                   | Пряме впорскування                            |
| Змінна фаза газорозподілу              | Valvetronic                                   | Valvetronic                                          | Valvetronic                     | Valvetronic                                          | Valvetronic                                   |
| Об'єм                                  | 1499 cm³                                      | 1499 cm³                                             | 1998 cm³                        | 1998 cm³                                             | 1998 cm³                                      |
| Код двигуна                            | B38A15M0                                      | B38A15M0                                             | B48A20M0                        | B48A20M0                                             | B48A20O0                                      |
| Максимальна потужність при 1/хв        | 100 kW (136 PS)/ 4400–6000                    | 103 kW (140 PS)/ 4600–6500                           | 141 kW (192 PS)/ 5000–6000      | 141 kW (192 PS)/ 5000–6000                           | 170 kW (231 PS)/ 4750–6000                    |
| Крутний момент при 1/хв                | 220 Nm/ 1250–4300                             | 220 Nm/ 1480–4200                                    | 280 Nm/ 1250–4600               | 280 Nm/ 1350–4600                                    | 350 Nm/ 1250–4500                             |
| Спосіб передавання, стандарт           | 6-ступінчастий автомат із системою Steptronic | 7-ступінчаста коробка передач з подвійним зчепленням | 8-Gang-Automatik mit Steptronic | 7-ступінчаста коробка передач з подвійним зчепленням | 8-ступінчастий автомат із системою Steptronic |
| Antrieb                                | Передній привід                               | Передній привід                                      | Передній привід                 | Передній привід                                      | Передній привід                               |
| Арискорення, 0-100 км/год за с         | 9,4                                           | 9,4                                                  | 7,5                             | 7,5                                                  | 6,8                                           |
| Максимальна швидкість                  | 212 km/h                                      | 212 km/h                                             | 235 km/h                        | 235 km/h                                             | 250 km/h                                      |
| Витрата палива (комбінований л/100 км) | 5,5                                           | 5,4                                                  | 6,2                             | 5,8                                                  | 6,4                                           |
| Місткість бака                         | 50 л                                          | 50 л                                                 | 50 л                            | 50 л                                                 | 50 л                                          |